# 歐魯昆郡政府
歐魯昆郡是澳大利亞昆士蘭州遠北地區的地方政府，轄境有7,375平方公里 。

## 人口
澳大利亞統計局由於歐魯昆郡有語言、文化、地理和交通障礙，構成人口分布遼闊，許多社群因此鮮少與外界交流，使調查不易進行，暫時不列入詳述範圍。有鑑於此，多項統計數據於人口調查表回收當日，皆低於實際數字。